# Robert Broadnax Glenn

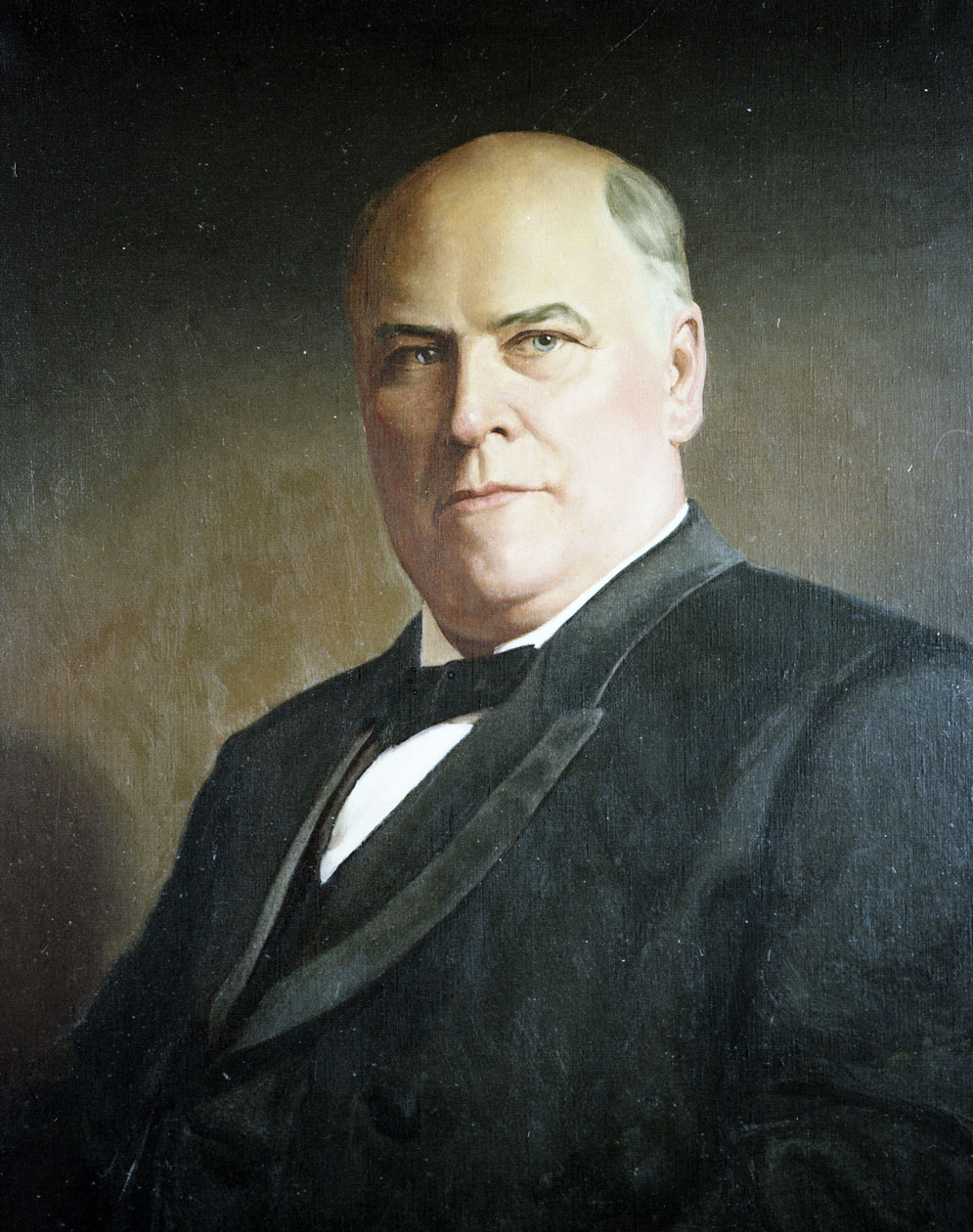
Robert Broadnax Glenn

Robert Broadnax Glenn (* 11. August 1854 im Rockingham County, North Carolina; † 16. Mai 1920 in Winnipeg, Kanada) war ein US-amerikanischer Jurist, Politiker und der 51. Gouverneur des Bundesstaates North Carolina.

## Frühe Jahre
Robert Glenn besuchte in seiner Jugend das Davidson College und die University of Virginia. An der Judge Richmond Law School studierte er Jura. Seine politische Laufbahn begann im Jahr 1880, als er für die Demokratische Partei in das Repräsentantenhaus von North Carolina gewählt wurde. In den Jahren 1884 und 1892 gehörte er zu den Wahlmännern von Präsident Grover Cleveland. 1886 wurde er Staatsanwalt im neunten Gerichtsbezirk von North Carolina; 1892 trat er als Bundesstaatsanwalt für den westlichen Distrikt von North Carolina in den Dienst der Bundesregierung. Nach einem Aufenthalt im Senat von North Carolina im Jahr 1898 bewarb er sich im Jahr 1904 um das Amt des Gouverneurs dieses Staates.

## Gouverneur von North Carolina
Nach dem Wahlsieg begann seine Amtszeit am 11. Januar 1905 und endete vier Jahre später am 12. Januar 1909. In dieser Zeit wurden die meisten Staatsanleihen zurückgezahlt, Gesetze gegen Lynchmorde verschärft und Eisenbahntarife herabgesetzt. Neben dem Gesundheitswesen wurde auch das Bildungssystem verbessert und eine Schulpflicht North Carolina von mindestens vier Monaten pro Jahr eingeführt. Als Gouverneur setzte sich Glenn für ein Prohibitionsgesetz ein, das den Handel und Verkauf von Alkohol verbieten sollte. Ein entsprechendes Gesetz trat 1908 in North Carolina in Kraft. Dieses Thema war in jenen Jahren in den meisten Bundesstaaten umstritten und führte schließlich 1919 zu einem Zusatzartikel zur US-Verfassung, der die Prohibition dort verankerte. Als sich in den 1920er Jahren das Gesetz als praktisch nicht durchführbar erwies und nur dem organisierten Verbrechen Vorschub leistete, wurde es 1933 auf Bundesebene wieder abgeschafft. Daraufhin wurde auch in North Carolina das Gesetz von 1908 in den 1930er Jahren wieder außer Kraft gesetzt.
Nach dem Ende seiner Amtszeit war Glenn als Rechtsanwalt tätig und starb im Mai 1920. Robert Glenn war mit Nina Deadrick verheiratet und hatte drei Kinder mit ihr.